# Verbascum purpureum
Verbascum purpureum är en flenörtsväxtart som först beskrevs av Victor von Janka, och fick sitt nu gällande namn av Huber-morath. Verbascum purpureum ingår i släktet kungsljus, och familjen flenörtsväxter. Inga underarter finns listade i Catalogue of Life.